# Patulin
Patulin, systematický název 4-hydroxy-4H-furo[3,2-c]pyran-2(6H)-on, je toxin, který produkují některé druhy plísní Penicillium, Aspergillus a Byssochlamys rostoucí na ovoci (např. jablkách, hruškách či hroznovém vínu), které bylo poškozeno mechanicky nebo hmyzem. Zdrojem patulinu však mohou být i další potraviny, např. zelenina, cereálie nebo sýr.